# 彼得·畢格

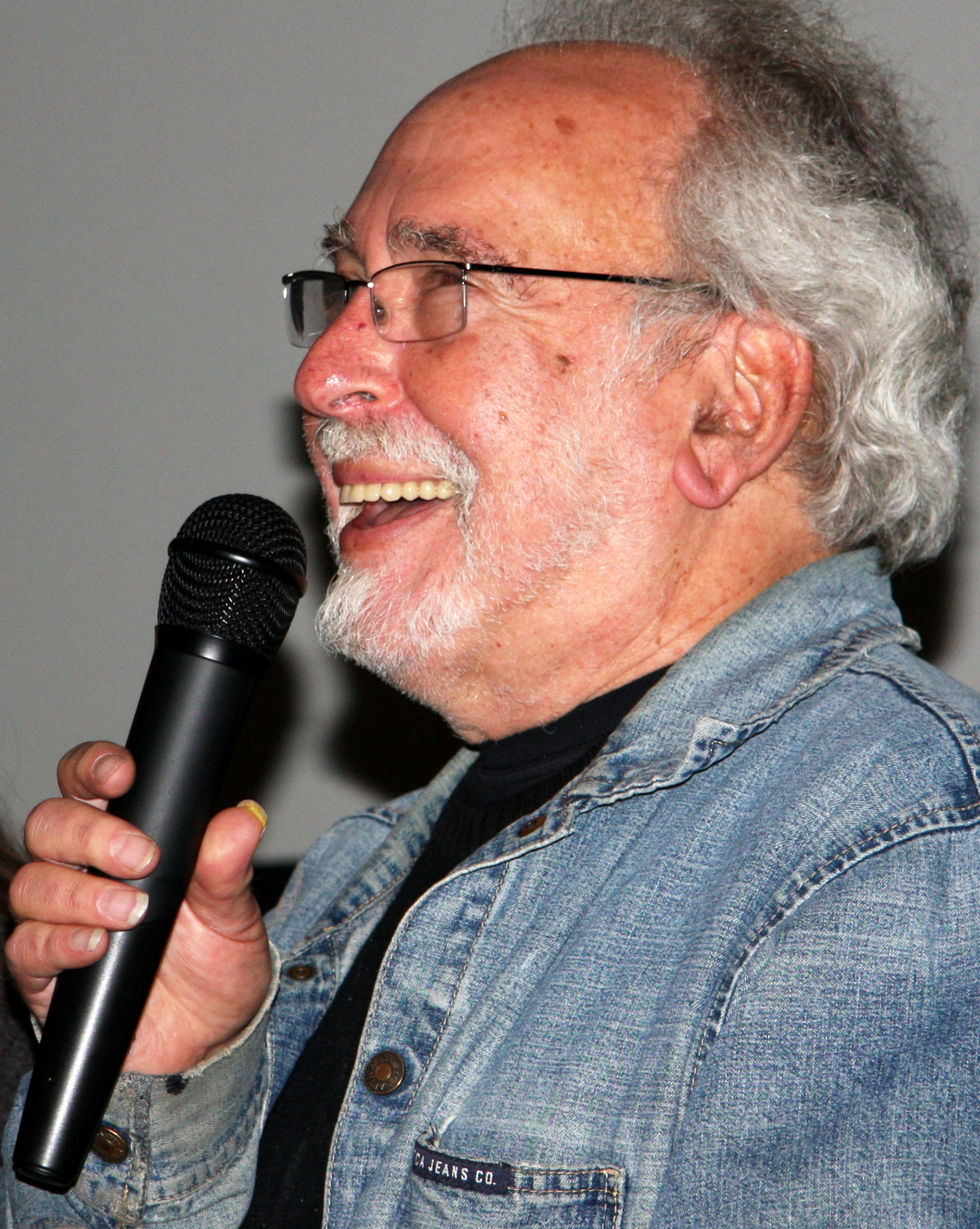
彼得·畢格

彼得·索耶爾·畢格（英語：Peter Soyer Beagle，1939年4月20日—）是一位美國小說家和編劇，尤其擅長奇幻小說。他最著名的作品是《最後的獨角獸》（1968年），1987年，該作品被Locus訂閱者評選為「史上最佳奇幻小說」第五名。在過去的二十五年裡，他獲得了多項文學獎項，包括2011 年的世界奇幻終身成就獎。2018年，他被美國科幻作家協會（SFWA）授予戴蒙奈特紀念大師稱號。